# 费德里科·里奇
费德里科·里奇（義大利語：Federico Ricci，1994年5月27日—），是一名意大利足球运动员，司职中场，现效力於意乙球隊里賈納。

## 俱乐部生涯
2013年夏季，里奇被提升进入意甲球队羅馬一线队。 同年12月1日，他在和亚特兰大的比赛替补出场，上演职业生涯首秀。